# Soueich
Soueich – miejscowość i gmina we Francji, w regionie Oksytania, w departamencie Górna Garonna.
Według danych z 1990 r. gminę zamieszkiwały 502 osoby, a gęstość zaludnienia wynosiła 44 osób/km² (wśród 3020 gmin regionu Midi-Pireneje Soueich plasuje się na 591. miejscu pod względem liczby ludności, natomiast pod względem powierzchni na miejscu 986.).